# Стафията
Стафията — деревня в Большесосновском районе Пермского края. Входит в состав Полозовского сельского поселения.

## Географическое положение
Расположена на левом берегу реки Сива, в месте, где в неё впадает река Сухоборка, к югу от административного центра поселения, села Полозово.

## Население
| 2010 |
| ---- |
| 3    |

## Улицы
- Лесная ул.

## Топографические карты
- Лист карты O-40-97 Первомайский. Масштаб: 1 : 100 000. Состояние местности на 1983 год. Издание 1984 г.